# 24 uur van Daytona 2003
De 24 uur van Daytona 2003 was de 41e editie van deze endurancerace. De race werd verreden op 1 en 2 februari 2003 op de Daytona International Speedway nabij Daytona Beach, Florida.
De race werd gewonnen door de The Racer's Group #66 van Kevin Buckler, Michael Schrom, Timo Bernhard en Jörg Bergmeister, die allemaal hun eerste Daytona-zege behaalden. De DP-klasse werd gewonnen door de Multimatic #88 van Scott Maxwell, David Brabham en David Empringham. De SRP II-klasse werd gewonnen door de Team Seattle/Essex Racing #5 van Ross Bentley, Don Kitch jr., Joe Pruskowski en Justin Pruskowski. De GTS-klasse werd gewonnen door de Perspective Racing #24 van Jérôme Policand, João Barbosa, Michel Neugarten en Andy Wallace.

## Race
Winnaars in hun klasse zijn vetgedrukt.
| Pos. | Klasse | No. | Team                           | Coureurs                                                                   | Chassis                    | Banden | Ronden |
| Pos. | Klasse | No. | Team                           | Coureurs                                                                   | Motor                      | Banden | Ronden |
| ---- | ------ | --- | ------------------------------ | -------------------------------------------------------------------------- | -------------------------- | ------ | ------ |
| 1    | GT     | 66  | The Racer's Group              | Kevin Buckler Michael Schrom Timo Bernhard Jörg Bergmeister                | Porsche 996 GT3-RS         | D      | 695    |
| 1    | GT     | 66  | The Racer's Group              | Kevin Buckler Michael Schrom Timo Bernhard Jörg Bergmeister                | Porsche 3.6 L Flat-6       | D      | 695    |
| 2    | GT     | 35  | Risi Competizione              | Ralf Kelleners Anthony Lazzaro Johnny Mowlem                               | Ferrari 360 Modena GT      | D      | 686    |
| 2    | GT     | 35  | Risi Competizione              | Ralf Kelleners Anthony Lazzaro Johnny Mowlem                               | Ferrari 3.6 L V8           | D      | 686    |
| 3    | GT     | 83  | Rennwerks Motorsports          | David Murry Dave Standridge Johannes van Overbeek Richard Steranka         | Porsche 996 GT3-R          | D      | 684    |
| 3    | GT     | 83  | Rennwerks Motorsports          | David Murry Dave Standridge Johannes van Overbeek Richard Steranka         | Porsche 3.6 L Flat-6       | D      | 684    |
| 4    | DP     | 88  | Multimatic                     | Scott Maxwell David Brabham David Empringham                               | Multimatic MDP1            | G      | 679    |
| 4    | DP     | 88  | Multimatic                     | Scott Maxwell David Brabham David Empringham                               | Ford 5.0 L V8              | G      | 679    |
| 5    | DP     | 59  | Brumos Racing                  | J. C. France Hurley Haywood Scott Goodyear Scott Sharp                     | Fabcar FDSC/03             | G      | 661    |
| 5    | DP     | 59  | Brumos Racing                  | J. C. France Hurley Haywood Scott Goodyear Scott Sharp                     | Porsche 3.6 L Flat-6       | G      | 661    |
| 6    | GT     | 43  | Orbit Racing                   | Peter Baron Leo Hindery Marc Lieb Kyle Petty                               | Porsche 996 GT3-RS         | D      | 656    |
| 6    | GT     | 43  | Orbit Racing                   | Peter Baron Leo Hindery Marc Lieb Kyle Petty                               | Porsche 3.6 L Flat-6       | D      | 656    |
| 7    | SRP II | 5   | Team Seattle/Essex Racing      | Ross Bentley Don Kitch jr. Joe Pruskowski Justin Pruskowski                | Lola B2K/40                | D      | 652    |
| 7    | SRP II | 5   | Team Seattle/Essex Racing      | Ross Bentley Don Kitch jr. Joe Pruskowski Justin Pruskowski                | Nissan 3.0 L V6            | D      | 652    |
| 8    | SRP II | 15  | Team Seattle/Essex Racing      | Wade Gaughran Steve Gorriaran Peter MacLeod Dave Gaylord                   | Lola B2K/40                | D      | 648    |
| 8    | SRP II | 15  | Team Seattle/Essex Racing      | Wade Gaughran Steve Gorriaran Peter MacLeod Dave Gaylord                   | Nissan 3.0 L V6            | D      | 648    |
| 9    | GTS    | 24  | Perspective Racing             | Jérôme Policand João Barbosa Michel Neugarten Andy Wallace                 | Mosler MT900 R             | G      | 641    |
| 9    | GTS    | 24  | Perspective Racing             | Jérôme Policand João Barbosa Michel Neugarten Andy Wallace                 | Chevrolet 5.7 L V8         | G      | 641    |
| 10   | GTS    | 46  | Morgan-Dollar Motorsports      | Charles Morgan Lance Norick Jim Pace Rob Morgan                            | Chevrolet Corvette         | G      | 639    |
| 10   | GTS    | 46  | Morgan-Dollar Motorsports      | Charles Morgan Lance Norick Jim Pace Rob Morgan                            | Chevrolet 5.5 L V8         | G      | 639    |
| 11   | GT     | 34  | Ferri Comeptizione             | Mauro Baldi Justin Keen Eric van de Poele Ryan Hampton                     | Ferrari 360 Modena GT      | D      | 638    |
| 11   | GT     | 34  | Ferri Comeptizione             | Mauro Baldi Justin Keen Eric van de Poele Ryan Hampton                     | Ferrari 3.6 L V8           | D      | 638    |
| 12   | GTS    | 31  | Rollcentre Racing              | Richard Stanton Rob Barff Andy Britnell Rick Sutherland                    | Mosler MT900 R             | G      | 635    |
| 12   | GTS    | 31  | Rollcentre Racing              | Richard Stanton Rob Barff Andy Britnell Rick Sutherland                    | Chevrolet 5.7 L V8         | G      | 635    |
| 13   | GT     | 69  | Marcus Racing                  | Brian Cunningham Hugh Plumb Cory Friedman Craig Stanton                    | BMW M3                     | D      | 633    |
| 13   | GT     | 69  | Marcus Racing                  | Brian Cunningham Hugh Plumb Cory Friedman Craig Stanton                    | BMW 3.2 L I6               | D      | 633    |
| 14   | GT     | 20  | JMB Racing                     | Augusto Farfus Emmanuel Collard Max Papis Andrea Garbagnati                | Ferrari 360 Modena         | D      | 621    |
| 14   | GT     | 20  | JMB Racing                     | Augusto Farfus Emmanuel Collard Max Papis Andrea Garbagnati                | Ferrari 3.6 L V8           | D      | 621    |
| 15   | GTS    | 30  | Rollcentre Racing              | Martin Short Tom Herridge John Burton David Shep                           | Mosler MT900 R             | G      | 601    |
| 15   | GTS    | 30  | Rollcentre Racing              | Martin Short Tom Herridge John Burton David Shep                           | Chevrolet 5.7 L V8         | G      | 601    |
| 16   | GTS    | 7   | Konrad Motorsport              | Franz Konrad Toni Seiler Airton Daré Jean-François Yvon                    | Saleen S7-R                | G      | 600    |
| 16   | GTS    | 7   | Konrad Motorsport              | Franz Konrad Toni Seiler Airton Daré Jean-François Yvon                    | Ford 6.0 L V8              | G      | 600    |
| 17   | GT     | 49  | Pit Bull/MAC Racing            | Bepo Orlandi Michele Merendino Derek Clark Ron Atapattu                    | Porsche 996 GT3-RS         | D      | 595    |
| 17   | GT     | 49  | Pit Bull/MAC Racing            | Bepo Orlandi Michele Merendino Derek Clark Ron Atapattu                    | Porsche 3.6 L Flat-6       | D      | 595    |
| DNF  | SRP II | 21  | Archangel Motorsport Services  | Larry Oberto Chris Bingham Derrike Cope Brian DeVries                      | Lola B2K/40                | D      | 589    |
| DNF  | SRP II | 21  | Archangel Motorsport Services  | Larry Oberto Chris Bingham Derrike Cope Brian DeVries                      | Nissan 3.0 L V6            | D      | 589    |
| 19   | GT     | 44  | Orbit Racing                   | Mike Fitzgerald Manuel Matos Joe Policastro Joe Policastro jr.             | Porsche 996 GT3-RS         | D      | 566    |
| 19   | GT     | 44  | Orbit Racing                   | Mike Fitzgerald Manuel Matos Joe Policastro Joe Policastro jr.             | Porsche 3.6 L Flat-6       | D      | 566    |
| DNF  | SRP II | 97  | Lucchini Engineering           | Mirko Savoldi Piergiuseppe Peroni Filippo Francioni                        | Lucchini SR2002            | D      | 548    |
| DNF  | SRP II | 97  | Lucchini Engineering           | Mirko Savoldi Piergiuseppe Peroni Filippo Francioni                        | Nissan 3.0 L V6            | D      | 548    |
| 21   | GTS    | 09  | Flis Motorsports               | Doug Goad Paul Menard Paul Mears jr. Jim Briody                            | Chevrolet Corvette         | G      | 542    |
| 21   | GTS    | 09  | Flis Motorsports               | Doug Goad Paul Menard Paul Mears jr. Jim Briody                            | Chevrolet 6.2 L V8         | G      | 542    |
| DNF  | GT     | 68  | The Racer's Group              | Jim Michaelian R. J. Valentine Tom Hessert jr. Tom Hessert III             | Porsche 996 GT3-R          | D      | 501    |
| DNF  | GT     | 68  | The Racer's Group              | Jim Michaelian R. J. Valentine Tom Hessert jr. Tom Hessert III             | Porsche 3.6 L Flat-6       | D      | 501    |
| DNF  | GT     | 03  | Marcos USA                     | Cor Euser Rob Knook Donny Crevels Peter van der Kolk                       | Marcos Mantis Plus         | D      | 465    |
| DNF  | GT     | 03  | Marcos USA                     | Cor Euser Rob Knook Donny Crevels Peter van der Kolk                       | Ford 4.6 L V8              | D      | 465    |
| 24   | DP     | 8   | G&W Motorsports                | Dieter Quester Boris Said Darren Law Luca Riccitelli                       | Picchio DP2                | G      | 451    |
| 24   | DP     | 8   | G&W Motorsports                | Dieter Quester Boris Said Darren Law Luca Riccitelli                       | BMW 4.9 L V8               | G      | 451    |
| DNF  | DP     | 3   | Cegwa Sport                    | Darius Grala Oswaldo Negri jr. Josh Rehm Guy Cosmo                         | Fabcar FDSC/03             | G      | 403    |
| DNF  | DP     | 3   | Cegwa Sport                    | Darius Grala Oswaldo Negri jr. Josh Rehm Guy Cosmo                         | Toyota 4.3 L V8            | G      | 403    |
| DNF  | GTS    | 19  | ACP Motorsports                | Anthony Puleo Kerry Hitt Robert Dubler Mark Kennedy                        | Chevrolet Corvette         | G      | 391    |
| DNF  | GTS    | 19  | ACP Motorsports                | Anthony Puleo Kerry Hitt Robert Dubler Mark Kennedy                        | Chevrolet 6.1 L V8         | G      | 391    |
| DNF  | GTS    | 05  | RE/MAX Racing                  | Craig Conway John Metcalf Rick Carelli Dave Linger                         | Chevrolet Corvette         | G      | 378    |
| DNF  | GTS    | 05  | RE/MAX Racing                  | Craig Conway John Metcalf Rick Carelli Dave Linger                         | Chevrolet 6.2 L V8         | G      | 378    |
| DNF  | GTS    | 77  | RWS Motorsport                 | Aleksej Vasiljev Tetsuya Tanaka Nikolai Fomenko Walter Lechner jr.         | Porsche 996 GT3-R          | G      | 361    |
| DNF  | GTS    | 77  | RWS Motorsport                 | Aleksej Vasiljev Tetsuya Tanaka Nikolai Fomenko Walter Lechner jr.         | Porsche 3.6 L Flat-6       | G      | 361    |
| DNF  | GT     | 99  | NETTTS Racing                  | Jim Hamblin Barry Brensinger James Nelson Mark Greenberg                   | Porsche 996 GT3-RS         | D      | 316    |
| DNF  | GT     | 99  | NETTTS Racing                  | Jim Hamblin Barry Brensinger James Nelson Mark Greenberg                   | Porsche 3.6 L Flat-6       | D      | 316    |
| DNF  | GTS    | 40  | Derhaag Motorsports            | Justin Bell Derek Bell Ken Wilden Simon Gregg                              | Chevrolet Corvette         | G      | 260    |
| DNF  | GTS    | 40  | Derhaag Motorsports            | Justin Bell Derek Bell Ken Wilden Simon Gregg                              | Chevrolet 6.1 L V8         | G      | 260    |
| DNF  | GT     | 33  | Scuderia Ferrari of Washington | Cort Wagner Brent Martini Sylvain Tremblay Selby Wellman                   | Ferrari 360 Modena GT      | D      | 214    |
| DNF  | GT     | 33  | Scuderia Ferrari of Washington | Cort Wagner Brent Martini Sylvain Tremblay Selby Wellman                   | Ferrari 3.6 L V8           | D      | 214    |
| DNF  | GT     | 73  | Graham Nash Motorsport         | Rob Wilson Mike Newton David Gooding Martyn Konig                          | Porsche 996 GT3-R          | D      | 211    |
| DNF  | GT     | 73  | Graham Nash Motorsport         | Rob Wilson Mike Newton David Gooding Martyn Konig                          | Porsche 3.6 L Flat-6       | D      | 211    |
| DNF  | GT     | 10  | MAC Racing                     | David Terrien Gianluca de Lorenzi Didier Moinel Delalande Marco Saviozzi   | Porsche 996 GT3-R          | D      | 206    |
| DNF  | GT     | 10  | MAC Racing                     | David Terrien Gianluca de Lorenzi Didier Moinel Delalande Marco Saviozzi   | Porsche 3.6 L Flat-6       | D      | 206    |
| DNF  | DP     | 58  | Brumos Racing                  | David Donohue Mike Borkowski Randy Pobst Chris Bye                         | Fabcar FDSC/03             | G      | 160    |
| DNF  | DP     | 58  | Brumos Racing                  | David Donohue Mike Borkowski Randy Pobst Chris Bye                         | Porsche 3.6 L Flat-6       | G      | 160    |
| DNF  | GT     | 67  | The Racer's Group              | Andrew Davis Robert Julian Tom Nastasi Dave Lacey                          | Porsche 996 GT3-RS         | D      | 151    |
| DNF  | GT     | 67  | The Racer's Group              | Andrew Davis Robert Julian Tom Nastasi Dave Lacey                          | Porsche 3.6 L Flat-6       | D      | 151    |
| DNF  | GT     | 98  | Schumacher Racing              | Sascha Maassen Martin Snow Lucas Luhr Larry Schumacher                     | Porsche 996 GT3-RS         | D      | 135    |
| DNF  | GT     | 98  | Schumacher Racing              | Sascha Maassen Martin Snow Lucas Luhr Larry Schumacher                     | Porsche 3.6 L Flat-6       | D      | 135    |
| DNF  | SRP II | 80  | G&W Motorsports                | Shawn Bayliff Steve Marshall Robert Prilika Andy Lally                     | Picchio D-USA              | D      | 121    |
| DNF  | SRP II | 80  | G&W Motorsports                | Shawn Bayliff Steve Marshall Robert Prilika Andy Lally                     | BMW 3.0 L I6               | D      | 121    |
| DNF  | GT     | 57  | Seikel Motorsport              | Alex Caffi Gabrio Rosa Fabio Rosa Andrea Chiesa                            | Porsche 996 GT3-RS         | D      | 101    |
| DNF  | GT     | 57  | Seikel Motorsport              | Alex Caffi Gabrio Rosa Fabio Rosa Andrea Chiesa                            | Porsche 3.6 L Flat-6       | D      | 101    |
| DNF  | DP     | 54  | Bell Motorsports               | Didier Theys Forest Barber Terry Borcheller Christian Fittipaldi           | Doran JE4                  | G      | 67     |
| DNF  | DP     | 54  | Bell Motorsports               | Didier Theys Forest Barber Terry Borcheller Christian Fittipaldi           | Chevrolet 5.5 L V8         | G      | 67     |
| DNF  | GT     | 22  | JMB Racing                     | Stephen Earle Philip Shearer Stéphane Grégoire Ludovico Manfredi           | Ferrari 360 Modena         | D      | 54     |
| DNF  | GT     | 22  | JMB Racing                     | Stephen Earle Philip Shearer Stéphane Grégoire Ludovico Manfredi           | Ferrari 3.6 L V8           | D      | 54     |
| DNF  | GTS    | 48  | Heritage Motorsports           | Tommy Riggins David Machavern Kevin Lepage Scott Lagasse                   | Ford Mustang               | G      | 49     |
| DNF  | GTS    | 48  | Heritage Motorsports           | Tommy Riggins David Machavern Kevin Lepage Scott Lagasse                   | Ford 5.9 L V8              | G      | 49     |
| DNF  | GTS    | 18  | Boston Motorsports Group       | Ken Stiver Scott Deware Don Bell Jeff Kline                                | Mosler MT900 R             | G      | 14     |
| DNF  | GTS    | 18  | Boston Motorsports Group       | Ken Stiver Scott Deware Don Bell Jeff Kline                                | Chevrolet 5.7 L V8         | G      | 14     |
| DNF  | GTS    | 6   | Gunnar Racing                  | Gunnar Jeannette Duncan Dayton Peter Kitchak Ronald Zitza                  | Porsche 911 GT1            | G      | 9      |
| DNF  | GTS    | 6   | Gunnar Racing                  | Gunnar Jeannette Duncan Dayton Peter Kitchak Ronald Zitza                  | Porsche 3.6 L Flat-6       | G      | 9      |
| DNF  | GTS    | 51  | Proton Competition             | Mauro Casadei Christian Reid Gerold Reid Manfred Jurasz                    | Porsche 911 GT2            | G      | 2      |
| DNF  | GTS    | 51  | Proton Competition             | Mauro Casadei Christian Reid Gerold Reid Manfred Jurasz                    | Porsche 3.6 L Turbo Flat-6 | G      | 2      |
| DNS  | GT     | 61  | System Force Motorsports       | Peter van Merksteijn sr. Charles Brugman Frans Munsterhuis Cougar Jacobsen | Porsche 996 GT3-RS         | D      | 0      |
| DNS  | GT     | 61  | System Force Motorsports       | Peter van Merksteijn sr. Charles Brugman Frans Munsterhuis Cougar Jacobsen | Porsche 3.6 L Flat-6       | D      | 0      |

1962 · 1963 · 1964 · 1965 · 1966 · 1967 · 1968 · 1969 · 1970 · 1971 · 1972 · 1973 · 1974 · 1975 · 1976 · 1977 · 1978 · 1979 · 1980 · 1981 · 1982 · 1983 · 1984 · 1985 · 1986 · 1987 · 1988 · 1989 · 1990 · 1991 · 1992 · 1993 · 1994 · 1995 · 1996 · 1997 · 1998 · 1999 · 2000 · 2001 · 2002 · 2003 · 2004 · 2005 · 2006 · 2007 · 2008 · 2009 · 2010 · 2011 · 2012 · 2013 · 2014 · 2015 · 2016 · 2017 · 2018 · 2019 · 2020 · 2021 · 2022 · 2023 · 2024 · 2025